# Zoku Sugata Sanshirō
Zoku Sugata Sanshirō (續姿三四郎, Sanshiro Sugata II, a.k.a. Judo Saga II) és una pel·lícula de 1945 escrita i dirigida per Akira Kurosawa. Està basada en la novel·la de Tsuneo Tomita, fill de Tomita Tsunejirō, el primer deixeble de judo. Va ser filmada a inicis de 1945 al Japó, cap al final de Segona Guerra Mundial. A diferència de la primera part, Sanshiro Sugata, aquesta seqüela es considera una pel·lícula de propaganda.
Es creu que és la primera pel·lícula en la que la seqüela, el títol és senzillament el títol original seguit per un número, anticipant-se en dècades a títols posteriors com French Connection II (1975).

## Argument
En els anys 80, un estudiant d'arts marcial continua la seva recerca per esdevenir un mestre de judo, seguint la disciplina del seu fundador. Finalment, al final de la pel·lícula ja en sap prou per demostrar la seva habilitat en un combat de boxa entre lluitadors americans i japonesos. La pel·lícula sencera està basada en la rivalitat entre lluitadors de karate i judo. Per una banda, intenta actuar de la manera moralment més correcta i, per l'altra, les regles del dojo. Finalment, decideix trencar literalment totes les regles, deixar el dojo, lluitar contra el boxejador americà i, també, contra els mestres de karate. Guanya totes les lluites i al final de la pel·lícula, somriu mentre es renta la cara, perquè és capaç de dormir tranquil i ser feliç

## Repartiment
- Denjirō Ōkōchi - Shogoro Yano
- Susumu Fujita - Sanshiro Sugata
- Ryūnosuke Tsukigata - Gennosuke Higaki
- Akitake KōNo - Genzaburo Higaki
- Yukiko Todoroki - Sayo
- Soji Kiyokawa - Yujiro Toda
- Masayuki Mori - Yoshima Dan
- Seiji Miyaguchi - Kohei Tsuzaki
- Ko Ishida - Daisuburo Hidarimonji
- Kazu Hikari - Kihei Sekine
- Kokuten Kōdō - Sacerdot budista Saiduchi
- Ichiro Sugai - Yoshizo Fubiki
- Osman Yusuf - Mariner americà
- Roy James - William Lister

## Revisions crítiques
En la seva revisió de l'original Sanshiro Sugata segons la revista Bright Lights Film Journal, Brian Libby destaca que la pel·lícula és "menys propaganda-orientat" que la seva seqüela. En la pel·lícula original, "lluitar és un vehicle per una recerca espiritual més gran" mentre que en la seqüela "promou la superioritat del judo japonès sobre la boxa occidental", incorporant un to diferent. Christian Blauvelt, fent una revisió per a Slant Magazine, opina que la pel·lícula està una mica contaminada per una propaganda evident. La victòria de Sanshiro contra el boxejador americà "és agafada com a signe de superioritat japonesa, física, moral i espiritual". Segons ell, "Sanshiro ve a ajudar japonesos indefensos que estan sent atacats per un mariner americà borratxo".
Christian Blauvelt tanmateix veu algun mèrit en la pel·lícula i ho il·lustra en la batalla contra els germans de Gennosuke Higaki, el malvat de la primera pel·lícula: "La seva batalla té lloc en un turó cobert de neu, i mostra la bellesa natural de la primera pel·lícula en la tempesta de neu final. En els seus anys d'aprenent a P.C.L. [Photo Chemical Laboratories, que més tard esdevindria la Toho], Kurosawa havia analitzat les pel·lícules de John Ford, algunes de les quals es van poder veure al Japó abans de l'embargament de pel·lícula estrangera que va seguir la declaració de guerra del Japó contra els Estats Units el 1941. Com Ford, Kurosawa emfasitzaria els paisatges en les seves pel·lícules, sovint aparellant els caràcters emocionals que s'integren amb els elements. La pluja a Un diumenge meravellós, Rashomon, o Els set samurais, el sol radiant a El gos rabiós, la cova a L'àngel ebri, la nevada a L'Idiota, el vent a Dersu Uzala, i el trencar de les ones a Kagemusha, expressaria alguna angoixa emocional dels caràcters i, com un tipus de sinècdoque cinematogràfic, de la societat en general."

## Mitjans de comunicació de casa
La pel·lícula va ser editada el 2010 com una part d'una 4 capsa de DVD d'una sèrie amb les primeres pel·lícules de Kurosawa amb el títol següent: Eclipse Series 23: The First Films of Akira Kurosawa. The Criterion Collection..